# Sırataşlar, Halfeti
Sırataşlar là một xã thuộc huyện Halfeti, tỉnh Şanlıurfa, Thổ Nhĩ Kỳ. Dân số thời điểm năm 2011 là 832 người.